# Вятське (Каракулинський район)
Вя́тське (рос. Вятское, удм. Вятское) — село у складі Каракулинського району Удмуртії, Росія.
Населення — 468 осіб (2010; 583 у 2002).
Національний склад:
- росіяни — 94 %